# Equilíbrio de solubilidade
Kps é o nome dado ao produto de solubilidade no que se refere ao equilíbrio entre um sólido e seus respectivos íons em uma solução.  Essa constante é apresentada em termos de atividade dos íons. Por exemplo, o produto da solubilidade do Cromato de prata, {\displaystyle {\ce {Ag2CrO4}}}, é determinada como 
{\displaystyle {\ce {Ag2CrO4 (s) <=> 2 Ag^+(aq)+CrO_4^2- (aq)}}}  ;  {\displaystyle {\ce {Kps= (\alpha _Ag^+)^2.(\alpha_CrO_4^2^- )}}}
O {\displaystyle {\ce {Ag2Cro4}}} sólido não aparece na expressão de Kps pois se trata de um sólido e sua atividade é 1. Considerando que as concentrações de um sal pouco solúvel são mínimas, as atividades podem ser substituídas pelos valores de concentrações molares dada por: {\displaystyle {\ce {Kps = [Ag^+]^2 . [Cro_4^2- ]}}}
Medindo a solubilidade molar composto, ou seja, a concentração molar do composto em solução saturada é possível determinar o Kps, assim se a solubilidade molar é descrita como 65 𝞵mol.L-1 ( 6,5 ×10-5 mol.L-1), escrevemos : 6,5×10-5
Equilíbrio de solubilidade é um tipo de equilíbrio dinâmico. Existe quando um composto químico no estado sólido está em equilíbrio químico com uma solução desse composto. O sólido pode dissolver-se inalterado, por dissociação ou com reação química com outro constituinte do solvente, como um ácido ou um álcali.
Cada tipo de equilíbrio é caracterizado por uma constante de equilíbrio dependente da temperatura. Os equilíbrios de solubilidade são importantes cenários farmacêuticos, ambientais, entre outros.
O equilíbrio de solubilidade é um exemplo de equilíbrio heterogêneo, que está relacionado com a dissolução e precipitação de substâncias pouco solúveis.
Considerando uma solução saturada de cloreto de prata, AgCl. Se continuarmos a adicionar AgCl a uma solução saturada, verificamos que há formação de precipitado, e passamos a ter uma solução heterogênea com uma fase líquida e uma fase sólida. Nestas condições, ocorre um equilíbrio entre estas duas fases, designado por equilíbrio em soluções saturadas de sais, e que, neste caso, pode ser representado por:
- AgCl (s)  AgCl (aq)

O momento em que a velocidade de dissolução iguala-se à velocidade de precipitação, corresponde ao instante em que se estabelece o equilíbrio de solubilidade do sal em estudo.